# 김건웅
김건웅 (한국 한자: 金健雄, 1997년 8월 29일 ~ )은 대한민국의 축구 선수로 현재 인천 유나이티드에서 미드필더로 활약하고 있으며 2018년 아시안 게임 금메달리스트이다.

## 축구인 경력

### 선수 경력
2012년 대교 눈높이 전국 축구리그 권역대회에 출전해 12득점 10도움을 기록하며 축구관계자들로부터 주목을 받았고, ‘제48회 부산 MBC 전국 고등학교 축구대회’에서도 뛰어난 활약을 펼치며 팀의 우승에 일조했다. 현대고 3학년 때 윤정환 감독의 호출에 따라 일본 미야자키 전지훈련에 합류하였다.
2016 시즌을 앞두고 우선지명으로 울산 현대에 입단하였으며 5월 1일에 있었던 인천과의 원정 경기 때 교체 투입되어 K리그 데뷔전을 치렀다. 7월 13일에 있었던 인천과의 FA컵 경기에서 본인의 프로 데뷔골을 신고하였고, 이 경기에서 울산이 인천을 4-1로 격파하고 준결승 진출에 성공했다.
2019 시즌을 앞두고 K리그2의 전남 드래곤즈로 임대 이적했다. 4월 27일 열린 부산 아이파크와의 경기에서 전남 입단 후 첫 골을 기록했다.
2020 시즌을 앞두고 K리그1의 수원 FC로 완전 이적했다.
2023 시즌을 앞두고 북 현대로 이적하였으나, 6개월만에 안현범과의 트레이드로 제주 유나이티드로 이적하였다.

### 국가대표 경력
2016 아시아축구연맹 19세 이하 챔피언십에 국가대표로 출전하였고, 2018 아시안게임 축구 대표팀로 발탁되었다.

## 수상

### 클럽

#### 울산 현대
- FA컵
  - 우승 : 2017

### 대표팀

#### 대한민국 U-23
- 아시안 게임 축구
  - 금메달 : 2018